# Laykyun Setkyar
Laykyun Setkyar est une statue de 116 mètres de haut d'un Bouddha debout qui se trouve à Monywa en Birmanie. La construction de la statue a commencé en 1996, elle a été achevée le 21 février 2008.  Elle repose sur une base de 13 mètres de haut, conduisant à une hauteur totale de 129 mètres du monument. Elle est en 2018 la troisième plus grande statue au monde.